# Pistolet Automatique Mle 1950
La Pistolet Automatique Modèle 1950 (anche nota come MAC Mle 1950, MAS 50 o PA Mle 1950) è una pistola semiautomatica adottata dall'esercito francese nel 1950. Rimpiazzò le precedenti pistole di servizio Mle 1935A e Mle 1935S.
Come la belga Browning HP 35, anche la Mle 1950 usa il sistema Browning con canna oscillante e rampa di alimentazione integrata. Si tratta di un'arma ad azione singola con sicura solidale al carrello che blocca il percussore, così che si possa abbattere il cane con il grilletto anche in sicura senza però sparare il colpo.
La Mac 1950 è basata principalmente sulla Mle 1935S, di cui la MAC fu la principale produttrice, sebbene condivida alcune caratteristiche con la Mle 1935A.
La prima produzione dell'arma fu affidata alla Manufacture d'Armes de Châtellerault (MAC) poi si decise di trasferire il contratto alla Manufacture d'Armes St. Etienne (MAS). Fu prodotta per oltre vent'anni, dal 1953 al 1978.
Attualmente, l'arma è ancora in servizio nell'Armée de terre. Dal 1999 è affiancata da una versione della Beretta 92: la PAMAS G1.

## Utilizzatori
- Algeria[2][3]
- Ciad[2][3]
- Costa d'Avorio[2][3]
- Francia[2][3]
- Gabon[2][3]
- Libano[2][3]
- Madagascar[2][3]
- Marocco[2][3]
- Mauritania[2][3]
- Repubblica del Congo[2][3]
- Repubblica Democratica del Congo[2][3]
- Senegal[2][3]
- Togo[2][3]
- Tunisia[2][3]
- Vietnam[2][3]